# Minutomon
Minutomon is een geslacht van kreeftachtigen uit de klasse van de Malacostraca (hogere kreeftachtigen).

## Soort
- Minutomon shanweiense C. Huang, Mao & J. R. Huang, 2014